# Julgamento de Scopes

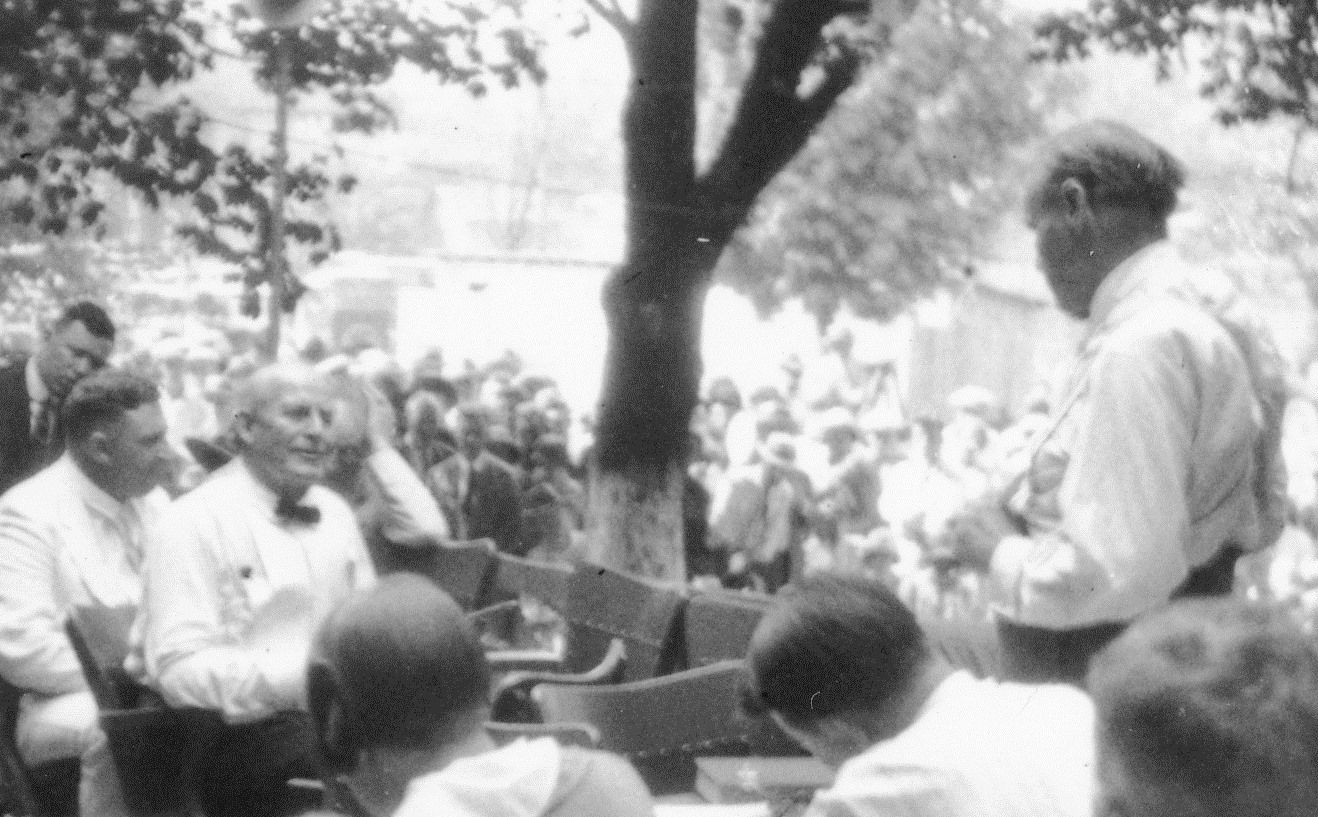
No sétimo dia do julgamento, a audiência foi realizada ao ar livre, aparentemente por causa do calor excessivo na sala do tribunal. William Jennings Bryan (sentado, à esquerda) está sendo questionado por Clarence Darrow.

O Julgamento de Scopes (em inglês, Scopes Trial) ou popularmente Julgamento do Macaco (Monkey Trial; formalmente conhecido como The State of Tennessee v. John Thomas Scopes) foi um famoso julgamento, considerado um marco na história jurídica norte-americana ocorrido em julho de 1925, e que pôs à prova a Lei Butler (Butler Act), uma lei estadual do Tennessee que criminalizava o ensino do evolucionismo nas escolas públicas do estado. O processo foi deliberadamente montado para dar publicidade à pequena cidade de Dayton, Tennessee, onde foi realizado, e para chamar a atenção para a proibição do ensino da evolução nas escolas. Scopes incriminou-se propositalmente para que esta questão pudesse ser defendida.
John T. Scopes, um professor substituto de uma escola do ensino médio, foi acusado em 5 de maio de 1925 por ensinar o evolucionismo usando um capítulo de um livro baseado em ideias inspiradas no livro de Charles Darwin, A Origem das Espécies. O julgamento teve dois dos mais brilhantes advogados da época: de um lado William Jennings Bryan, membro do Congresso dos Estados Unidos, antigo Secretário de Estado e três vezes candidato à presidência dos Estados Unidos, foi responsável pela promotoria e acusação, enquanto o destacado advogado Clarence Darrow foi responsável pela defesa.
Scopes foi considerado culpado e multado em US$ 100, no entanto, a multa foi anulada devido a um detalhe técnico. O caso repercutiu nacionalmente, sendo muito divulgado pelos jornais e dividiu os norte-americanos entre os Modernistas, que acreditavam que a evolução não era incompatível com a religião, contra os Fundamentalistas, que acreditavam que a Palavra de Deus revelada na Bíblia tinha prioridade sobre todo o conhecimento humano. O caso foi, portanto, visto tanto como uma disputa teológica quanto como um julgamento sobre se a ciência moderna deveria ser ensinada nas escolas. O episódio foi retratado na peça de teatro Inherit the Wind, de 1955, e no filme Inherit the Wind (1960), que teve remakes produzidos para a televisão em 1965, 1988 e 1999.

## Antecedentes

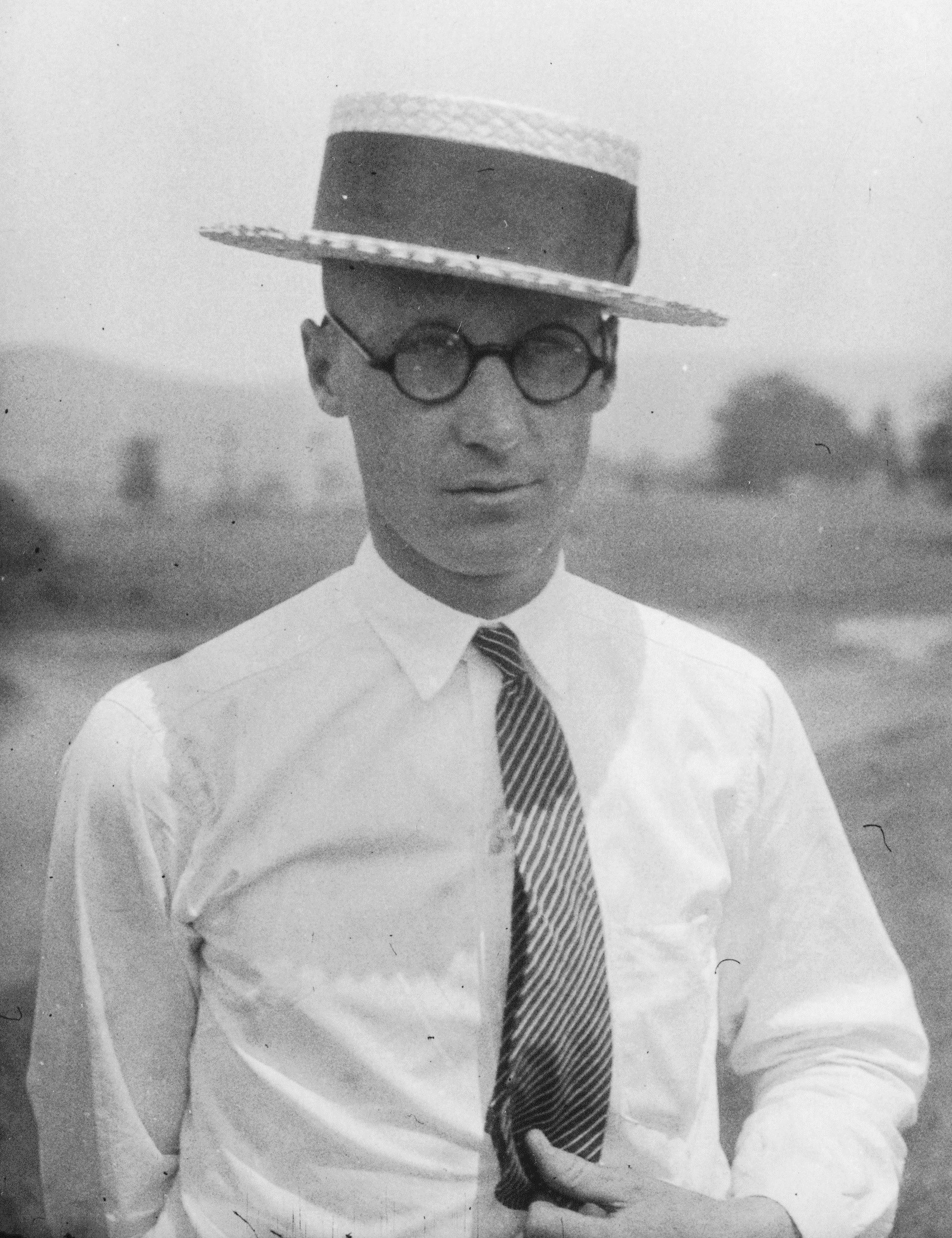
John Scopes, em fotografia tirada um mês antes do julgamento.

A origem do conflito que levou ao julgamento de Scopes estava na Lei Butler. O deputado estadual John W. Butler, um fazendeiro e líder da Associação Mundial dos Fundamentos Cristãos, seguiu a política de exigir que o legislativo do Tennessee aprovasse leis proibindo o ensino da evolução nas escolas. Sua campanha foi bem-sucedida quando a Lei Butler foi aprovada em 25 de março de 1925. Butler declarou mais tarde: "Eu não sabia nada sobre a evolução […] Eu tinha lido nos jornais que meninos e meninas voltavam da escola e contavam a seus pais que a Bíblia não fazia sentido. " O governador do Tennessee, Austin Peay, assinou a lei para obter o apoio dos legisladores rurais, mas ele acreditava que a lei nunca seria imposta ou interferiria na educação nas escolas do Tennessee. William Jennings Bryan agradeceu com entusiasmo a aprovação da lei: "Os pais cristãos do estado têm com você uma dívida de gratidão por salvar seus filhos da influência venenosa de uma hipótese não comprovada."
Em resposta, a União Americana pelas Liberdades Civis financiou um caso que estabelecesse um precedente legal no qual John Scopes, um professor de ciências do Tennessee, concordou em ser processado por violar a lei. Scopes, que havia substituído o professor habitual, foi acusado em 5 de maio de 1925 de ensinar evolução usando um capítulo do livro Civic Biology: Presented in Problems (1914) de George William Hunter, que descrevia a teoria da evolução, raça e eugenia. Os dois lados contratados para representar alguns dos advogados mais famosos do país, William Jennings Bryan para a acusação e Clarence Darrow para a defesa, e o julgamento foi seguido por transmissões de rádio nos Estados Unidos e na imprensa.

## Julgamento em Dayton

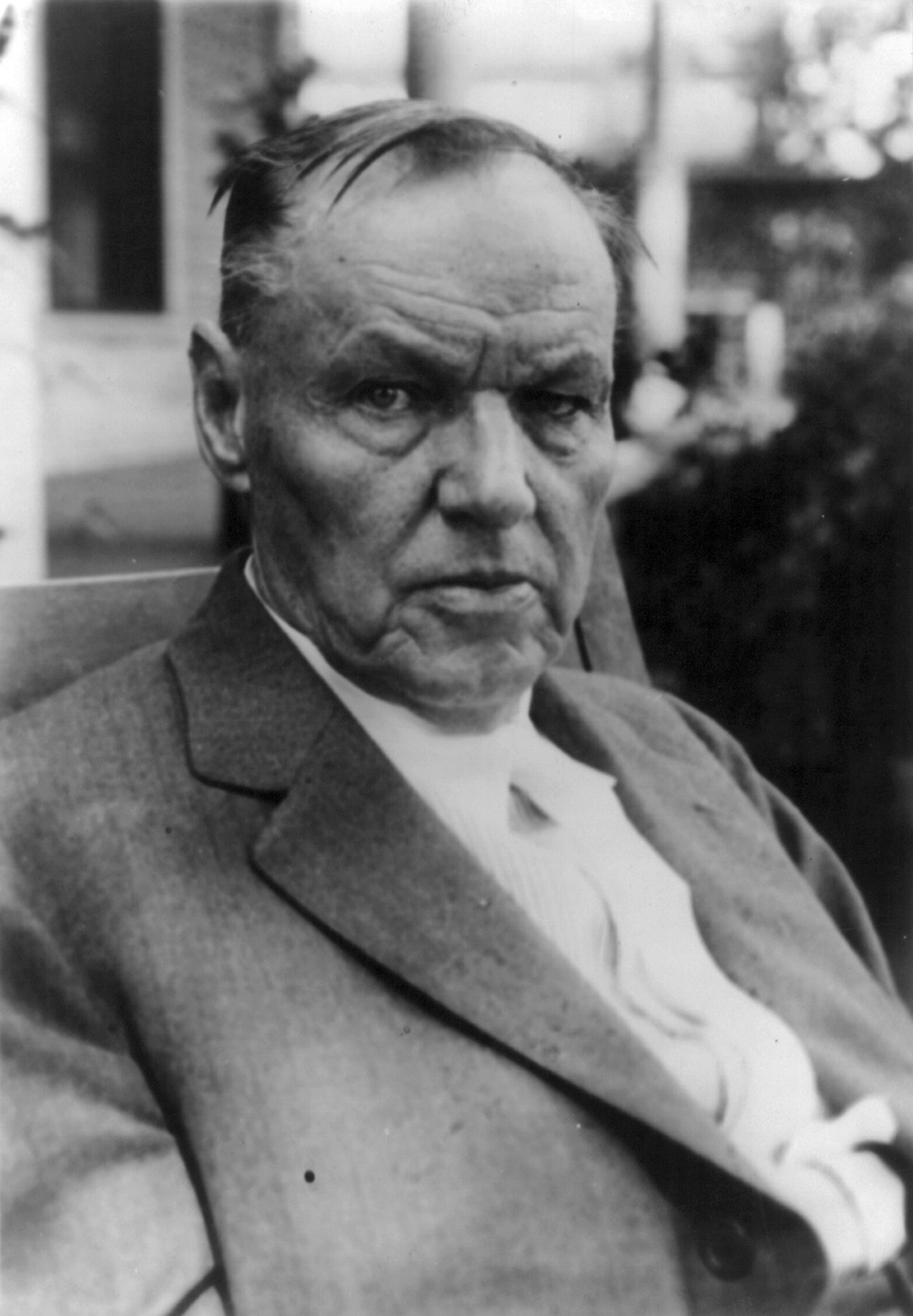
Clarence Darrow, durante o julgamento.

A União Americana pelas Liberdades Civis (ACLU, na sigla em inglês) manifestou preocupação com a violação dos direitos civis por leis banindo o ensino da evolução promovidas por grupos religiosos e se ofereceu para defender qualquer pessoa acusada de ensinar a teoria da evolução, contestando a Lei Butler. Sabendo disso, em 5 de abril de 1925, George Rappleyea, diretor local de uma empresa de mineração e um metodista favorável à evolução, convenceu um grupo de empresários em Dayton, Tennessee, que era então uma cidade pequena, com uma população de 1.756 habitantes, que a atenção do público que geraria o julgamento iria dar publicidade para Dayton. Ele marcou uma reunião com o superintendente de escolas do condado Walter White e a advogada local Sue K. Hicks e os convenceu de como seria interessante para Dayton montar esse julgamento. O grupo pediu a John Scopes, um professor de ensino médio de 24 anos de idade que admitisse ter ensinado evolucionismo aos seus alunos.
Rappleyea indicou que o estado incorria em uma contradição, porque, embora a Lei Butler proibisse o ensino da evolução humana, o estado tinha um livro didático de uso obrigatório que continha um capítulo sobre evolução, então os professores eram obrigados até certo ponto a violarem a lei. Scopes não se lembrou se ele realmente ensinou evolução em aula, embora tivesse chegado aos gráficos mostrando sobre a evolução e ao capítulo, mas concordou que o julgamento deveria ser montado.
Scopes concordou com os alunos em testemunhar contra ele. Ele foi acusado em 25 de maio, após três estudantes testemunharem contra ele. Scopes foi acusado de ensinar o capítulo sobre evolução em 24 de abril de 1925 e foi preso, mas não chegou a ser detido, pois Paul Patterson, dono do jornal The Baltimore Sun, pagou a fiança de US$ 500 solicitada.
Os promotores originais foram Herbert E Hicks. e Sue K. Hicks, mas eventualmente Tom Stewart atuou como promotor. A World Christian Fundamentals Association convocou um famoso advogado, devoto presbiteriano e ex-candidato à presidência dos Estados Unidos, William Jennings Bryan, para representar a organização. Bryan havia sido originalmente convidado por Sue Hicks para atuar como promotor associado e Bryan aceitou rapidamente. Portanto, a equipe de acusação foi liderada pelo promotor público Tom Stewart e incluiu Herbert e Sue Hicks, Ben B. McKenzie e William Jennings Bryan.

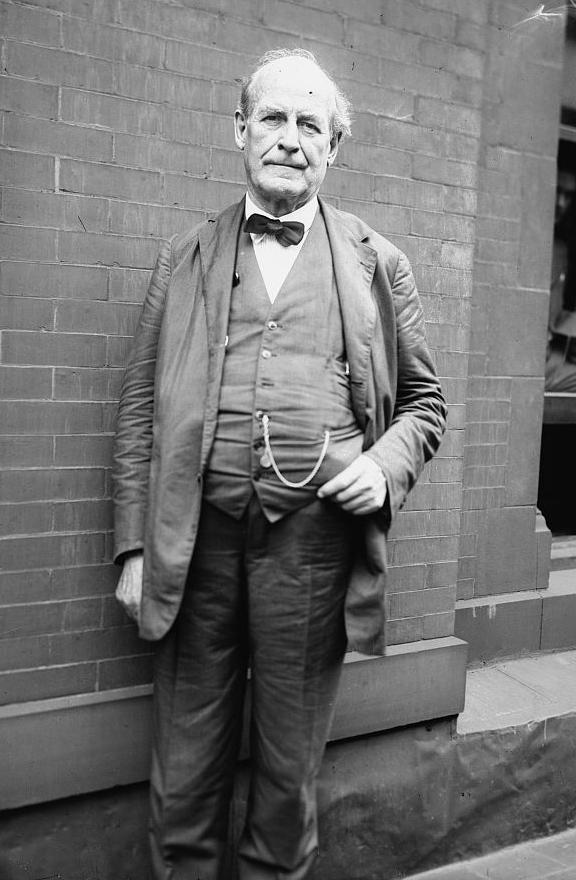
William Jennings Bryan em 1925

Em resposta, a defesa pediu que ela representasse Clarence Darrow, um famoso advogado agnóstico. Após várias mudanças, a equipe de defesa foi formada por Darrow, o advogado da ACLU Arthur Garfield Hays e o advogado Dudley Field Malone.
O julgamento foi coberto por vários jornalistas, incluindo H. L. Mencken do The Baltimore Sun, que também pagou parte dos custos da defesa e quem inventou a denominação jornalística de "Julgamento do Macaco". Foi o primeiro julgamento nos Estados Unidos a ser transmitido por rádio para todo o país.

## Desenvolvimento do julgamento
A ACLU tinha originalmente a intenção de se opor à Lei Butler, alegando que ela violava os direitos individuais do professor e a liberdade acadêmica e, portanto, era inconstitucional. Principalmente por causa de Clarence Darrow, essa estratégia mudou à medida que o julgamento avançava. O primeiro argumento proposto pela defesa, uma vez que o julgamento havia começado, era que na verdade não havia conflito entre a evolução e o relato da criação na Bíblia; mais tarde, esse ponto de vista seria chamado de evolução teísta. Para apoiar essa afirmação, eles trouxeram oito especialistas em evolução. Mas, com exceção do Dr. Maynard Metcalf, zoólogo da Universidade Johns Hopkins, o juiz não permitiria que esses especialistas testemunhassem pessoalmente. Em vez disso, eles foram autorizados a apresentar declarações por escrito para que suas evidências pudessem ser usadas na apelação. Em resposta a essa decisão, Darrow fez um comentário sarcástico ao juiz John Tate Raulston (como costumava fazer ao longo do julgamento) sobre como ele havia concordado apenas com as sugestões da promotoria. Darrow se desculpou no dia seguinte, evitando ser condenado por desacato ao tribunal.
O juiz presidente, John T. Raulston, foi acusado de ser tendencioso e frequentemente entrou em confronto com Darrow. No início do julgamento, Raulston citou o Gênesis e a Lei Butler. Ele também alertou o júri para não julgar o mérito da lei (que se tornaria o foco do julgamento), mas sobre a violação da lei. O próprio presidente do júri não estava convencido do mérito da lei, mas agiu, como a maioria do júri, seguindo as instruções do juiz.
Bryan criticou a evolução por ensinar às crianças que os humanos eram apenas um dos 35 000 tipos de mamíferos e lamentou a noção de que os seres humanos descendiam "Nem mesmo dos macacos americanos, mas dos macacos do velho mundo".
Darrow respondeu pela defesa em um discurso que foi considerado universalmente o clímax oratório do julgamento. Despertando temores de uma nova "inquisição", Darrow argumentou que a Bíblia deveria ser preservada no reino da teologia e moralidade e não colocada em um curso de ciências. Em sua conclusão, Darrow declarou que o "duelo de morte" de Bryan contra a evolução não deveria ser unilateral por uma decisão do tribunal que retirou as principais testemunhas de defesa. Darrow prometeu que não haveria duelo porque "nunca há um duelo com a verdade". A sala do tribunal enlouqueceu quando Darrow terminou; Scopes declarou que o discurso de Darrow foi o ponto alto dramático de todo o julgamento e insistiu que parte do motivo pelo qual Bryan queria ir ao depoimento era para recuperar um pouco de sua glória manchada.

### Bryan como testemunha
No sexto dia de julgamento, a defesa ficou sem testemunhas. O juiz declarou que todos os depoimentos de defesa sobre a Bíblia eram irrelevantes e não deveriam ser apresentados ao júri (que havia sido excluído durante a defesa). No sétimo dia do julgamento, a defesa pediu ao juiz que chamasse Bryan como testemunha para questioná-lo sobre a Bíblia, pois seus próprios especialistas haviam sido considerados irrelevantes; Darrow planejou isso no dia anterior e chamou Bryan de um "especialista na Bíblia". Este movimento surpreendeu os presentes no tribunal, já que Bryan era um advogado da acusação e o próprio Bryan (de acordo com um jornalista que relatou o julgamento) nunca fez uma alegação de ser um especialista, embora ele procurasse seu conhecimento da Bíblia. Esse testemunho girou em torno de várias questões relacionadas às histórias bíblicas e às crenças de Bryan (conforme mostrado abaixo); este testemunho culminou com Bryan declarando que Darrow estava usando o tribunal para "difamar a Bíblia", enquanto Darrow respondeu que as declarações de Bryan sobre a Bíblia eram "tolas".
No sétimo dia de julgamento, Clarence Darrow tomou a atitude pouco ortodoxa de chamar William Jennings Bryan, advogado da acusação, para depor como testemunha em um esforço para demonstrar sua crença na historicidade da Bíblia e seus muitos relatos de milagres era irracional. Bryan aceitou, no entendimento de que Darrow, por sua vez, se submeteria ao interrogatório de Bryan. Embora Hays afirme em sua autobiografia que o exame de Bryan não foi planejado, Darrow passou a noite anterior se preparando. Os cientistas que a defesa trouxe a Dayton — e Charles Francis Potter, um ministro modernista que se envolveu em uma série de debates públicos sobre evolução com o pregador fundamentalista John Roach Straton — prepararam tópicos e perguntas para Darrow dirigir a Bryan no banco das testemunhas. Kirtley Mather, presidente do departamento de geologia de Harvard e também uma batista devota, interpretou Bryan e respondeu às perguntas como ele acreditava que Bryan faria. O juiz Raulston havia suspendido transferiu o julgamento para o lado de fora da sala de audiências, aparentemente provavelmente por causa do calor sufocante dentro do local.

#### Adão e Eva
Uma área de questionamento envolveu o livro de Gênesis, incluindo questões sobre se Eva foi realmente criada a partir da costela de Adão, onde Caim teve sua esposa e quantas pessoas viviam no Antigo Egito. Darrow usou esses exemplos para sugerir que as histórias da Bíblia não podiam ser científicas e não deveriam ser usadas no ensino de ciências, com Darrow dizendo a Bryan: "Você insulta todo homem de ciência e erudição no mundo porque ele não acredita em sua religião idiota." A declaração de Bryan em resposta foi: "A razão pela qual estou respondendo não é para o benefício do tribunal superior. É para evitar que esses senhores digam que eu estava com medo de conhecê-los e que eles me questionem, e quero que o mundo cristão saiba que qualquer ateu, agnóstico, incrédulo, pode me questionar a qualquer momento quanto à minha crença em Deus, e eu responderei a ele."
Stewart se opôs à acusação, exigindo saber o propósito legal do interrogatório de Darrow. Bryan, avaliando o efeito que a sessão estava tendo, retrucou que seu objetivo era "lançar o ridículo sobre todos os que acreditam na Bíblia". Darrow, com igual veemência, retrucou: "Temos o propósito de impedir que fanáticos e ignorantes controlem a educação dos Estados Unidos."
Seguiram-se mais algumas perguntas no tribunal ao ar livre. Darrow perguntou onde Caim conseguiu sua esposa; Bryan respondeu que "deixaria os agnósticos procurarem por ela". Quando Darrow abordou a questão da tentação de Eva pela serpente, Bryan insistiu que a Bíblia fosse citada literalmente, em vez de permitir que Darrow a parafraseasse em seus próprios termos. No entanto, após outra troca de raiva, o juiz Raulston suspendeu o julgamento.

#### Fim do julgamento
O confronto entre Bryan e Darrow durou aproximadamente duas horas na tarde do sétimo dia de julgamento. É provável que tivesse continuado na manhã seguinte, não fosse o anúncio do juiz Raulston de que considerava toda a análise irrelevante para o caso e sua decisão de que deveria ser retirada dos autos. Assim, Bryan teve negada a chance de interrogar os advogados de defesa em troca, embora após o julgamento, Bryan distribuísse nove perguntas à imprensa para revelar a "atitude religiosa" de Darrow. As perguntas e as respostas curtas de Darrow foram publicadas em jornais um dia após o término do julgamento, com o The New York Times caracterizando Darrow como respondendo às perguntas de Bryan "com seu credo agnóstico, 'Eu não sei', exceto quando ele pudesse negá-los com sua crença na lei natural e imutável".

Depois que a tentativa final da defesa de apresentar evidências foi negada, Darrow pediu ao juiz para trazer o júri, cujo veredicto concluiu que Scopes era culpado.
Afirmamos que o réu não é culpado, mas como o tribunal excluiu qualquer testemunho, exceto quanto à questão de saber se ele ensinou que o homem descendia de uma ordem inferior dos animais, e não podemos contradizer esse testemunho, não há lógica coisa que está por vir, exceto que o júri encontre um veredicto que possamos levar ao tribunal superior, puramente como uma questão de procedimento adequado. Não achamos justo para o tribunal ou advogado do outro lado perder muito tempo quando sabemos que este é o resultado inevitável e provavelmente o melhor para o caso.
Depois que o júri foi trazido, Darrow então se dirigiu ao júri:
Viemos aqui para oferecer provas neste caso e o tribunal considerou, de acordo com a lei, que as provas que tínhamos não são admissíveis, portanto, tudo o que podemos fazer é abrir uma exceção e levá-la a um tribunal superior para ver se as provas são admissíveis ou não […] não podemos nem mesmo explicar a você que achamos que você deve retornar um veredicto de inocente. Não vemos como você poderia. Nós não pedimos isso.
Darrow encerrou o caso para a defesa sem um resumo final. De acordo com a lei do Tennessee, quando a defesa renunciava ao direito de fazer um discurso de encerramento, a acusação também era impedida de resumir o caso, impedindo Bryan de apresentar seu resumo preparado.
Scopes nunca testemunhou, uma vez que nunca houve uma questão factual se ele havia ensinado evolução. Scopes mais tarde admitiu que, na realidade, ele não tinha certeza se havia ensinado evolução (outra razão pela qual a defesa não queria que ele testemunhasse), mas a questão não foi contestada no julgamento.

William Jennings Bryan chegou a escrever um resumo, que foi distribuído aos repórteres, mas não lido no tribunal:
A ciência é uma força magnífica, mas não é uma professora de moral. Pode aperfeiçoar a maquinaria, mas não acrescenta restrições morais para proteger a sociedade do mau uso da máquina. Ela também pode construir naves intelectuais gigantescas, mas não constrói lemes morais para o controle de naves humanas sacudidas pela tempestade. Ela não apenas falha em fornecer o elemento espiritual necessário, mas algumas de suas hipóteses não comprovadas roubam a bússola do navio e, assim, colocam em risco sua carga. Na guerra, a ciência provou ser um gênio do mal; tornou a guerra mais terrível do que nunca. O homem costumava se contentar em massacrar seus semelhantes em um único plano, a superfície da Terra. A ciência o ensinou a descer na água e atirar de baixo e subir nas nuvens e atirar de cima, tornando o campo de batalha três vezes mais sangrento do que antes; mas a ciência não ensina o amor fraterno. A ciência tornou a guerra tão infernal que a civilização esteve prestes a cometer suicídio; e agora nos dizem que os instrumentos de destruição recém-descobertos farão com que as crueldades da última guerra pareçam triviais em comparação com as crueldades das guerras que podem vir no futuro. Se a civilização deve ser salva dos destroços ameaçados pela inteligência não consagrada pelo amor, ela deve ser salva pelo código moral do manso e humilde Nazareno. Seus ensinamentos, e somente Seus ensinamentos, podem resolver os problemas que atormentam o coração e deixam o mundo perplexo.

Após oito dias de julgamento, o júri levou apenas nove minutos para chegar a um veredicto. Scopes foi considerado culpado em 21 de julho e condenado por Raulston a pagar uma multa de US$ 100 (equivalente a US$ 1 500 em 2020). Finalmente, o réu falou pela primeira e única vez no tribunal:
Meritíssimo, sinto que fui condenado por violar um estatuto injusto. Continuarei no futuro, como fiz no passado, a me opor a essa lei de todas as maneiras que puder. Qualquer outra ação seria uma violação do meu ideal de liberdade acadêmica — isto é, ensinar a verdade garantida em nossa constituição, de liberdade pessoal e religiosa. Eu acho que a multa é injusta.
Bryan morreu dormindo cinco dias após a conclusão do julgamento, vítima de apoplexia. A conexão entre o julgamento e sua morte ainda é debatida pelos historiadores até os dias de hoje.[carece de fontes?]

## Apelação à Suprema Corte do Tennessee
Depois que Scopes foi condenado e multado no julgamento de Dayton, os advogados de Scopes apelaram para a Suprema Corte do Tennessee. Em sua argumentação, eles alegaram as seguintes questões: (1) a imprecisão com que a lei proibia o ensino de "evolução", que é um termo com um significado muito amplo e vago; (2) que a lei violou a liberdade de expressão de Scopes ao proibi-lo de ensinar evolução; (3) que a lei violou a Constituição do Tennessee, que afirma que o estado "promoverá a literatura e a ciência"; e (4) que a Lei Butler violou a Constituição do Tennessee, que proíbe o estabelecimento de uma religião estatal ("nenhuma preferência será dada, por lei, a qualquer denominação religiosa ou modo de culto").

A Suprema Corte do Tennessee rejeitou todas e cada uma das alegações e considerou que, a esse respeito, a sentença de primeira instância era correta. No caso da alegação relativa ao estabelecimento de uma religião oficial, o presidente da Suprema Corte do Tennessee Grafton Green rejeitou este argumento, sustentando que a cláusula de preferência religiosa do Tennessee foi projetada para impedir o estabelecimento de uma religião estatal, como havia sido a experiência na Inglaterra e na Escócia na redação da Constituição, e sustentou que:
Não conseguimos ver como a proibição de ensinar a teoria de que o homem descende de uma ordem inferior de animais dá preferência a qualquer denominação religiosa ou modo de culto. Pelo que sabemos, não há denominação religiosa ou organismo organizado que tenha em seus credos ou profissões de fé qualquer artigo que negue ou afirme essa teoria. Até onde sabemos, a negação ou afirmação de tal teoria não faz parte de nenhum modo reconhecido de adoração. Como este caso estava pendente de resolução neste tribunal, fomos favorecidos, além de relatórios de advogados e vários amici curiae, com uma infinidade de resoluções, escritos e comunicações de órgãos científicos, facções religiosas e indivíduos que nos deram o benefício de seus pontos de vista sobre a teoria da evolução. O exame dessas contribuições indica que protestantes, católicos e judeus estão divididos entre si em suas crenças e que não há unanimidade entre os membros de qualquer denominação religiosa sobre o assunto. A crença ou não crença na teoria não é mais característica de qualquer denominação religiosa ou modo de culto do que sua crença ou não crença na sabedoria das leis de proibição. Parece que os membros das mesmas igrejas geralmente discordam dessas coisas.
Além disso, a corte considerou que embora a Lei Butler "proibisse" o ensino da evolução (como o tribunal o definiu), ela não exigia o ensino de nenhuma outra doutrina e, portanto, não beneficiava nenhuma doutrina ou seita religiosa sobre outras.
No entanto, tendo considerado que a lei era constitucional, a corte anulou a condenação em apelação por causa de um tecnicismo legal: o júri deveria ter decidido a multa, não o juiz, uma vez que, de acordo com a constituição do estado, os juízes do Tennessee não podiam definir naquele momento multas acima de US$ 50 e a Lei Butler especificava uma multa mínima de US$ 100.

O presidente da Suprema Corte do Tennessee ainda recomendou o não prosseguimento do caso, afirmando que:
A corte é informada de que o querelante do erro não está mais a serviço do estado. Não vemos nada a ganhar prolongando a vida deste caso bizarro. Pelo contrário, pensamos que a paz e a dignidade do estado, às quais todos os processos criminais são trazidos para correção, serão melhor conservadas com a entrada de um nolle prosequi neste processo. Esse curso é sugerido ao Procurador-Geral.
O procurador-geral L. D. Smith anunciou imediatamente que não buscaria um novo julgamento, impedindo uma possibilidade de um recurso sobre a constitucionalidade da Lei Butler. A decisão foi recebida com grande indignação pelos advogados de John Scopes.
No anos que se seguiram ao julgamento, nenhum outro litígio ocorreu sobre o assunto, no entanto, leis contra o ensino do evolucionismo semelhantes à Lei Butler foram aprovadas nos estados do Mississippi e no Arkansas. No entanto, a partir da década de 1950, com o advento do Sputnik e da corrida espacial, a opinião pública estadunidense mudou em apoio à ciência e tecnologia modernas, dando origem a uma revisão do ensino de ciências nas escolas públicas dos Estados Unidos. Com isso, a Lei Butler foi revogada em 1967. Um ano depois, no caso Epperson v. Arkansas, a Suprema Corte dos Estados Unidos considerou todas as leis proibindo o ensino da evolução como inconstitucionais por considerar que elas possuem a intenção de promover uma visão religiosa, violando a cláusula de estabelecimento da Primeira Emenda à Constituição dos Estados Unidos.